# Уми
Уми (яп. 宇美町 Уми-мати) — посёлок в Японии, находящийся в уезде Касуя префектуры Фукуока. Площадь посёлка составляет 30,22 км², население — 38 349 человек (1 августа 2014), плотность населения — 1268,99 чел./км².

## Географическое положение
Посёлок расположен на острове Кюсю в префектуре Фукуока региона Кюсю. С ним граничат города Дадзайфу, Онодзё, Иидзука, Фукуока и посёлки Симе, Суэ.

## Население
Население посёлка составляет 38 349 человек (1 августа 2014), а плотность — 1268,99 чел./км². Изменение численности населения с 1980 по 2005 годы:
| 1980 | 23 966 чел. |  |
| 1985 | 28 594 чел. |  |
| 1990 | 34 283 чел. |  |
| 1995 | 36 728 чел. |  |
| 2000 | 38 126 чел. |  |
| 2005 | 39 136 чел. |  |

## Символика
Деревом посёлка считается камфорное дерево, цветком — Hymenanthes.